# Château de la Bouchefolière
Le château de la Bouchefolière est un château français situé à Simplé, dans le département de la Mayenne et la région des Pays de la Loire, à {{Unité[1500|mètres}} au sud du bourg.

## Désignation
- La seigneurie de la Bouchefolière, 1443 (Archives départementales de la Mayenne, G, Craon, vol. 1).
- La Bourfolière, 1612 (Registre paroissial de la Trinité de Laval).
- La maison seigneuriale de la Bouchefolière, 1650 (Chartrier de l'Abbaye de la Roë, vol. 50, f. 71).
- La Bouchevolière, 1722 (Chartrier de l'Abbaye de la Roë, B. 995).
- Bouche-Folière, château (Carte de Cassini).

## Histoire
Geoffroy Bochefol et Raoul Bouchefolière, son fils, cités au Cartulaire de l'Abbaye de la Roë, XIIe siècle (fol. 49, 54), ou leurs ancêtres, ont certainement donné leur nom à cette terre.

## Description
Il s'agit d'une grande construction en deux corps qui était pour l'abbé Angot d'un aspect absolument morne, terne et triste à cause de la mauvaise qualité des matériaux,. On a exécuté en 1905-1907 une restauration consistant à refaire en pierre blanche toutes les ouvertures et les angles ; à ajouter des frontons sur les fenêtres supérieures, dans le style de la Renaissance. À l'intérieur, les cheminées du XVIIIe siècle présentent des trumeaux décorés de moulures, d'écussons anciens et d'éléments en partie restaurés.

## Chapelle
La chapelle dans laquelle François Marest, sieur de la Ragotière, épousa, en 1651, Jacquine Fouquet, et dont Jeanne Charlotte de la Porte présenta le titulaire en 1749, est jugée en l'an XII utile à conserver.

## Sources et bibliographie
- « Château de la Bouchefolière », dans Alphonse-Victor Angot et Ferdinand Gaugain, Dictionnaire historique, topographique et biographique de la Mayenne, Laval, A. Goupil, 1900-1910 [détail des éditions] (BNF 34106789, présentation en ligne)